# Вилбал
Вилбал (енгл. wheelball, од речи wheel — „обруч” или „точак” и ball — „лопта”) колективни је спорт који се игра између две екипе, сачињене од по седам играча. Вилбал је нови спорт који је настао у Србији. Аутори Вилбала су Предраг Јовић Џо и Владан Вучковић Влаја, обојица из Владичиног Хана. Вилбал се тренутно игра само у Србији, а могу га играти људи свих годишта и оба пола. Игра се фудбалском лоптом на округлом игралишту са травнатом или вештачком подлогом. Капије (врата) су смештене једна насупрот другој, док се са страна налазе четири базе. Циљ игре је убацити лопту у противничку базу, у противничку капију и у противнички обруч било којим делом тела па чак и руком ако то уради вратар (голман). Победник је екипа која на крају постигне више вилова (погодака).

## Природа вилбалске игре
Вилбал се игра по прописима који се називају правила вилбалске игре. Сви учесници, 14 играча, чине све сагласно с правилима игре да задрже лопту у поседу своје екипе и да је спроведу у противничку базу, односно капију или вил. Екипа која постигне више погодака на крају утакмице је победник.
Оно што на први поглед разликује Вилбал од осталих тимских спортова јесте облик терена. У питању је правилан круг са травнатом подлогом, пречника 60 m, дакле, савршен геометријски облик каквог нема у познатим тимским спортовима. Такав облик и димензије терена изискују осетно мања финансијска улагања у изградњу стадиона и одржавање терена у односу на фудбал, што је од велике важности за спорт који тек треба да се развија, па због тога и варира његова величина јер је остављена могућност одигравања утакмица на већ постојећим фудбалским теренима — где би пречник вилбал терена био највећа ширина већ постојећег фудбалског терена. Терен савршеног геометријског облика потпуно мења концепцију игре у односу на све постојеће екипне спортове, све је другачије, почевши од тактике и формације па до самог кретања фудбалера и нових задатака који се пред њих постављају током игре.
Постоје два централна оквира гола (капије) један насупрот другом лучног облика, ширине 4,8 m, брањени вратаром (голманом), а на највишем делу лука налази се вертикално постављен обруч пречника 1 m (вил), док се са обе стране на боковима, симетрично од централне линије налазе по два мања лучна гола (базе), ширине 2,4 метра. Такав облик терена, положај оквира голова и бодовање погодака условљава и потпуно другачији приступ игри од стране играча и тренера и уз њихово умеће, креативност и маштовитост доводи до најразличитијих могућих формација, тактика и стратегија тимова, јер у вилбалу тежиште игре није искључиво на главним оквирима голова (капијама), већ на свим деловима терена.
Положај бочних голова „база”, за разлику од фудбала, пребацује тежиште игре и на бокове терена јер осим 1 бода, погодак значи и елиминацију једног противничког играча са терена. Погодак у вратаром (голманом) брањене, централне оквире (капије) доноси 2 бода, а погодак у обруч (вил) доноси 3 поена и представља посебно атрактиван моменат игре. Такав начин бодовања обезбеђује честе промене резултата, више неизвесности и узбуђења за публику као и за саме актере меча јер ће се током утакмице смењивати однос снага од 6:6 до 6:5 и 6:4 што поставља пред тренере и играче велика искушења и изазове.
Број играча 6+1 голман, колико има и резервних играча, оптималан је број за терен те величине. Са тим бројем играча обезбеђена је довољна покривеност терена и циљева а избегнута „гужва” играча на малом простору која не дозвољава развијање игре. Након „освајања база” тај број се још смањује те се добија више простора за атрактивне нападе и контранападе. Мањи број играча подразумева и мања финансијска средства за „играчки кадар”, што је јако битно власницима клубова и финансијерима. Неограничен број измена обезбеђује висок темпо игре од почетка до краја утакмице и допушта да се играчи у више наврата замењују, чиме не долази до физичког исцрпљивања играча и оставља тренерима могућност идеалног комбиновања играча у свим периодима игре и при свим формацијама и резултатима.
Трајање утакмице је 60 минута, подељено на 3 трећине од по 20 минута, са паузама између прве и друге и друге и треће трећине од по 10 минута. Трајање од 60 минута гарантује минимум 180 напада по утакмици када би обе екипе искоришћавале свих 20 секунди колики је временски лимит за напад, али је у пракси много више напада на задовољство публике. У случају нерешеног резултата, утакмица се продужава за време неопходно за извођење казнених удараца. Зауставно време за које је задужен 4. судија, обезбеђује 60 минута активне игре, јер се при сваком, па и најмањем прекиду, ауту, фаулу, голу или повреди, штоперица зауставља, а поново покреће тек када лопта крене по пољу. Тиме се избегава „крађа времена” зарад чувања резултата. Ограничење времена напада на 20 секунди и задржавања лопте код голмана од 7 секунди је још једно битно правило које онемогућава неактивну игру и спречава „бескрајна” додавања по терену тимова који воде резултатски и немају мотивације за даљим нападима.
Ово правило тера играче на бржу игру и размишљање и представља кључно правило у борби за динамичну игру које резултира брзим комбинацијама, маневрима и многобројним шутевима ка оквирима голова, јер је временски лимит најснажнији покретач играчима. Прекршаји (фаулови) и бонуси су правила неопходна да би се дошло до чисте игре лишене грубости, јер је дозвољен лимит фаулова свега 3 фаула по једној трећини или укупно 9 на утакмици. Овим правилом се смањује „сецкање” игре, повреде играча и агресивност, а са друге стране повећава ефикасност тимова. Када један тим испуни дозвољени бонус фаула, сваки следећи фаул до истека трећине се санкционише казненим ударцем. Груб фаул дозвољава судији могућност избацивања играча до краја трећине, а очигледно намерни ударац без лопте (песницом, главом, ногом) и до краја меча. У таквим случајевима удаљавања са терена, санкционисане играче замењују резервни играчи да екипа не би била ни на који начин оштећена. Казнени ударци се досуђују након испуњења бонуса и намерног играња руком, а у зависности од дела терена где се фаул направи изводе се две врсте казнених удараца, што представља још један атрактиван спортски моменат који постоји само у вилбалу. Уколико се фаул догоди у троуглу једне од база, играч изводи казнени ударац са центра у небрањени оквир базе са раздаљине од 30 m, а ако се догоди у простору централних оквира капија (голова), онда се изводи казнени ударац у брањени оквир или обруч са раздаљине од 9 m.
Нема нерешених резултата је једно од кључних правила вилбала зато што нерешени резултат није у духу спорта и повећава могућност калкулација како у самој игри тако и ван ње. Смисао спорта је између осталог да постоји победник и побеђени и ако се вилбалска утакмица заврши у регуларном делу нерешеним резултатом, приступа се извођењу казнених удараца који обезбеђују победника. Када не постоји опција нерешеног резултата нема ни екипа које, посебно у фудбалу, долазе унапред са намером да се грчевито бране и на све начине умртвљују игру уместо да се надигравају са противником. У вилбалу екипе немају избора, морају да нападају да би се одбраниле! Иако инспирисан фудбалом, разлике су огромне, почевши од саме концепције игре, до потпуно различитих димензија и облика терена, оквира и броја голова, рачунања резултата, правила суђења, трајања утакмице, броја играча, правила о замени играча, начина извођења лопте из аута, различитих казнених удараца, непостојања нерешених резултата, принципа елиминације једног или двојице играча након губитка једне или обе базе, другачијих казнених мера па све до поставке тактике и стратегије игре. У поређењу са осталим спортовима, разлике су још драстичније. Вилбал је врло атрактиван и динамичан нови спорт, који је довољно сличан али и довољно различит у односу на све постојеће тимске спортове и који је осмишљен тако да извуче сав потенцијал из играча и тренера, на опште задовољство гледалаца и свих поклоника спорта.

### Играчи, опрема и судије
Свака екипа се састоји од највише 7 играча (не рачунајући замене или резерве), од којих један мора бити вратар (голман). Правила такмичења одређују минималан број играча који је потребан за стварање екипе, што је најчешће седам. Голман се може користити руком или дланом, те се кретати с лоптом у рукама само унутар тридесетерца испред свог гола одакле може и руком да постигне погодак у противничку базу, а ако пређе центар може водити лопту као голман-играч. Иако остале играче распоређује тренер, нема никаквог ограничења што се тиче њихових позиција и кретања.
Основна опрема која је потребна за наступ укључује мајицу, шортс, чарапе (штуцне), копачке и адекватне штитнике за потколеницу. Не смеју носити ништа што је опасно за противничког играча или тог самог играча; никакав накит, па чак ни венчани прстен. Само судија сме, то јест треба да носи сат. Голмани морају да имају другачију опрему (дрес друге боје) од саиграча, противничких играча и судија.

### Нема офсајда
Утакмицу суди главни судија, који има пуна овлашћења да спроводи сва вилбалска правила током утакмице за коју је изабран да суди. Одлука главног судије је коначна. Главном судији помажу помоћне судије, а свуда би требало да буде и четврти судија, иако СВСС то не захтева. Главна је улога четвртог судије помагање осталој тројици судија и ако је потребно и замени једног од њих, услед повреде на пример.